# Pseudaprophata newmanni
Pseudaprophata newmanni là một loài bọ cánh cứng trong họ Cerambycidae.